# Mount Emison
Mount Emison ist ein 2050 m hoher und markanter Berg im ostantarktischen Viktorialand. In der Deep Freeze Range ragt er an der Westflanke des Campbell-Gletschers unmittelbar westlich der Einmündung des Bates-Gletschers auf.
Der United States Geological Survey kartierte ihn anhand eigener Vermessungen und Luftaufnahmen der United States Navy aus den Jahren von 1955 bis 1963. Das Advisory Committee on Antarctic Names benannte ihn 1968 nach William B. Emison, Biologe auf der McMurdo Station in zwei antarktischen Sommerkampagnen zwischen 1964 und 1966.